# 李新店镇
李新店镇，是中华人民共和国河南省驻马店市确山县下辖的一个乡镇级行政单位。

## 行政区划
李新店镇下辖以下地区：
李新店村、杨湾村、夏湾村、大杨庄村、谢庄村、邵楼村、二道河村、胡岗村、潘集村、洛庙村、吴庄村、王楼村和武棚村。

## 交通
- 京广铁路：李新店站